# Alois Wille
Alois Wille (* 28. November 1885 in Balzers; † 31. Oktober 1957 ebenda) war ein liechtensteinischer Politiker (VU).
Wille, von Beruf Schreiner, war von 1939 bis 1945 Gemeindevorsteher von Balzers. Gleichzeitig war er Mitglied des Obergerichts. Von 1945 bis 1949 war er für die Vaterländische Union stellvertretender Abgeordneter im Landtag des Fürstentums Liechtenstein sowie Regierungsrat.